# Sidi Ali Bin Jub
Sidi Ali Bin Jub (arab. سيدي على بن يوب; fr. Sidi Ali Benyoub)  – jedna z 52 gmin w prowincji Sidi Bu-l-Abbas, w Algierii, znajdująca się w środkowej części prowincji, około 30 km na południe od Sidi Bu-l-Abbas. W 2008 roku gminę zamieszkiwało 11654 osób. Numer statystyczny gminy w Office national des statistiques d'Algérie to 2246.